# Air Japan
Air Japan Co., Ltd. (яп. 株式会社エアージャパン Кабусики-гайся Eā Japan) — чартерная авиакомпания Японии со штаб-квартирой в международном аэропорту Нарита (Токио), работающая под торговой маркой магистрального перевозчика All Nippon Airways (ANA).

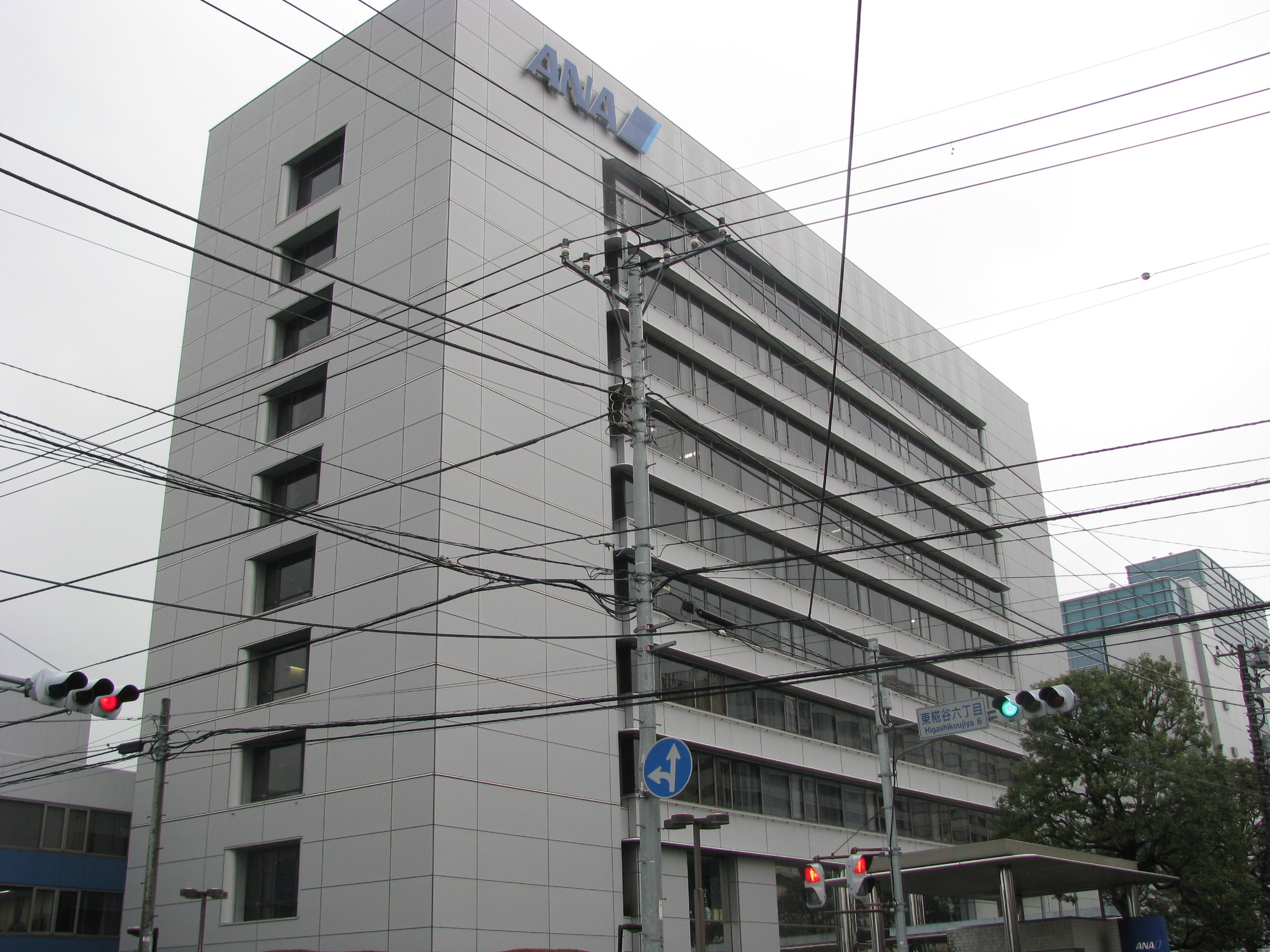
Тренировочный центр All Nippon Airways, в здание которого ранее размещалась штаб-квартира авиакомпании Air Japan

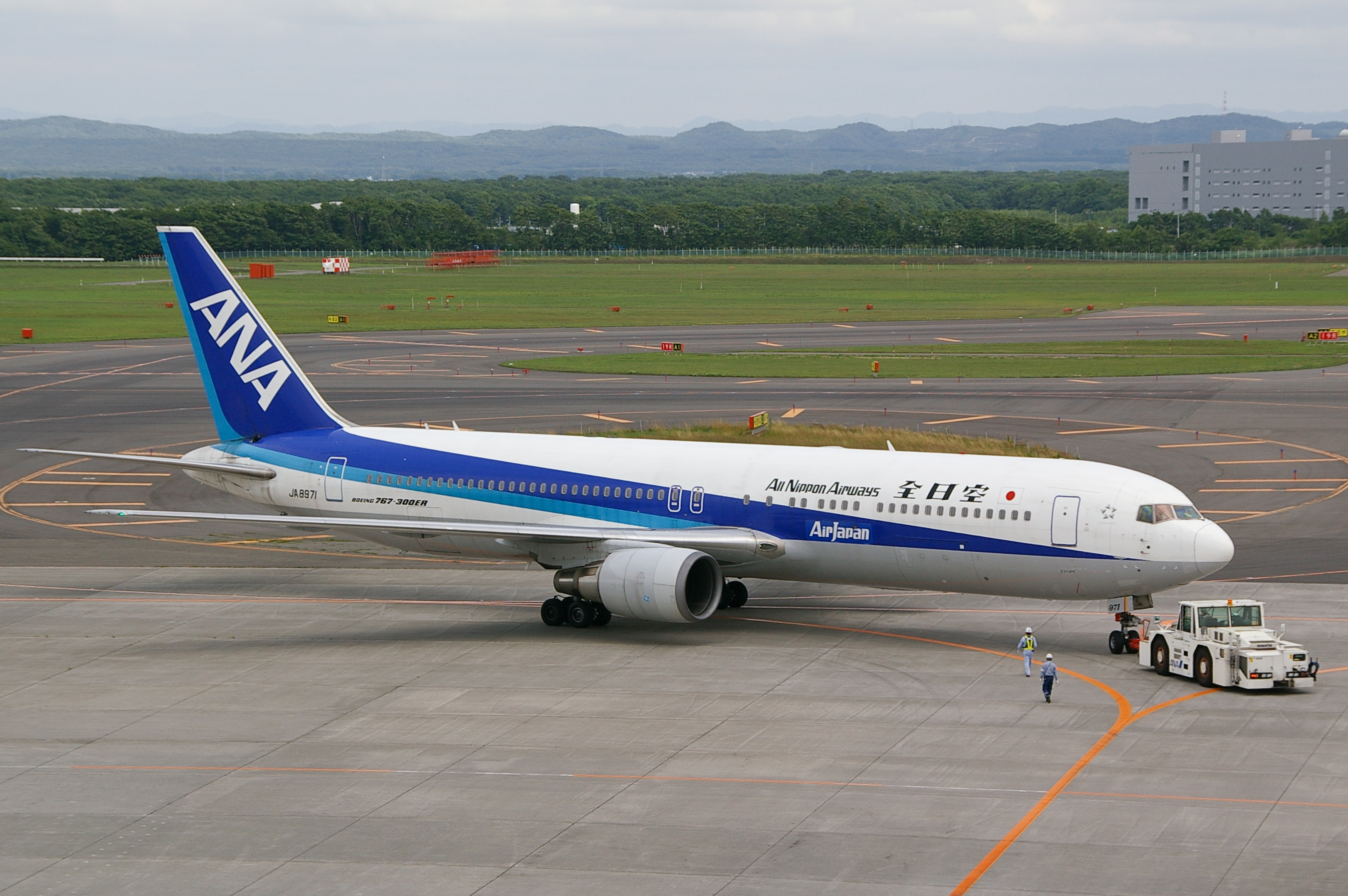
Boeing 767-300ER авиакомпании Air Japan в аэропорту Титосэ

Air Japan использует позывной компании All Nippon Airway на всех собственных рейсах, кроме маршрутов в Сеул (Инчхон), Гонконг, Тайбэй и Гонолулу.

## История
Авиакомпания World Air Network была основана 29 июня 1990 года и в следующем месяце начала чартерные перевозки в интересах ANA, однако прекратила операционную деятельность в сентября 1995 года. В 2000 году компания была переименована в Air Japan и возобновила рейсы со следующего года с открытием первого маршрута из Осаки в Сеул (Республика Корея).

## Корпоративная информация
Штаб-квартира Air Japan располагается в офисном центре ANA (ANA Sky-center (яп. ANAスカイセンター) 3B) в международном аэропорту Нарита (Токио).
Также часть головного офиса компании находится в бизнес-центре Shiodome City Center (Минато, Токио).

## Маршрутная сеть

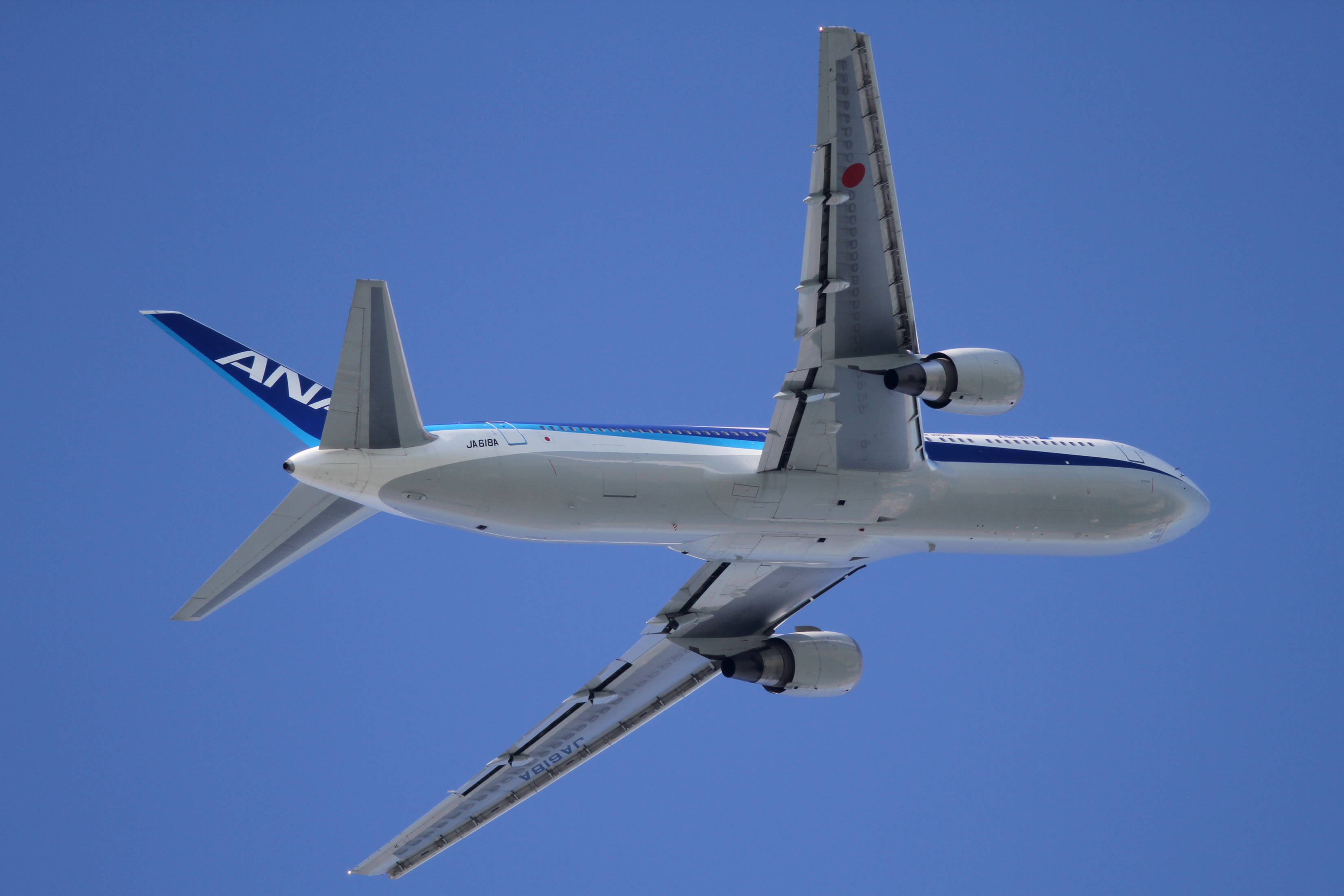
Boeing 767-300ER Japan Air на взлёте из аэропорта Ханэда (Токио, Япония), 2010 год

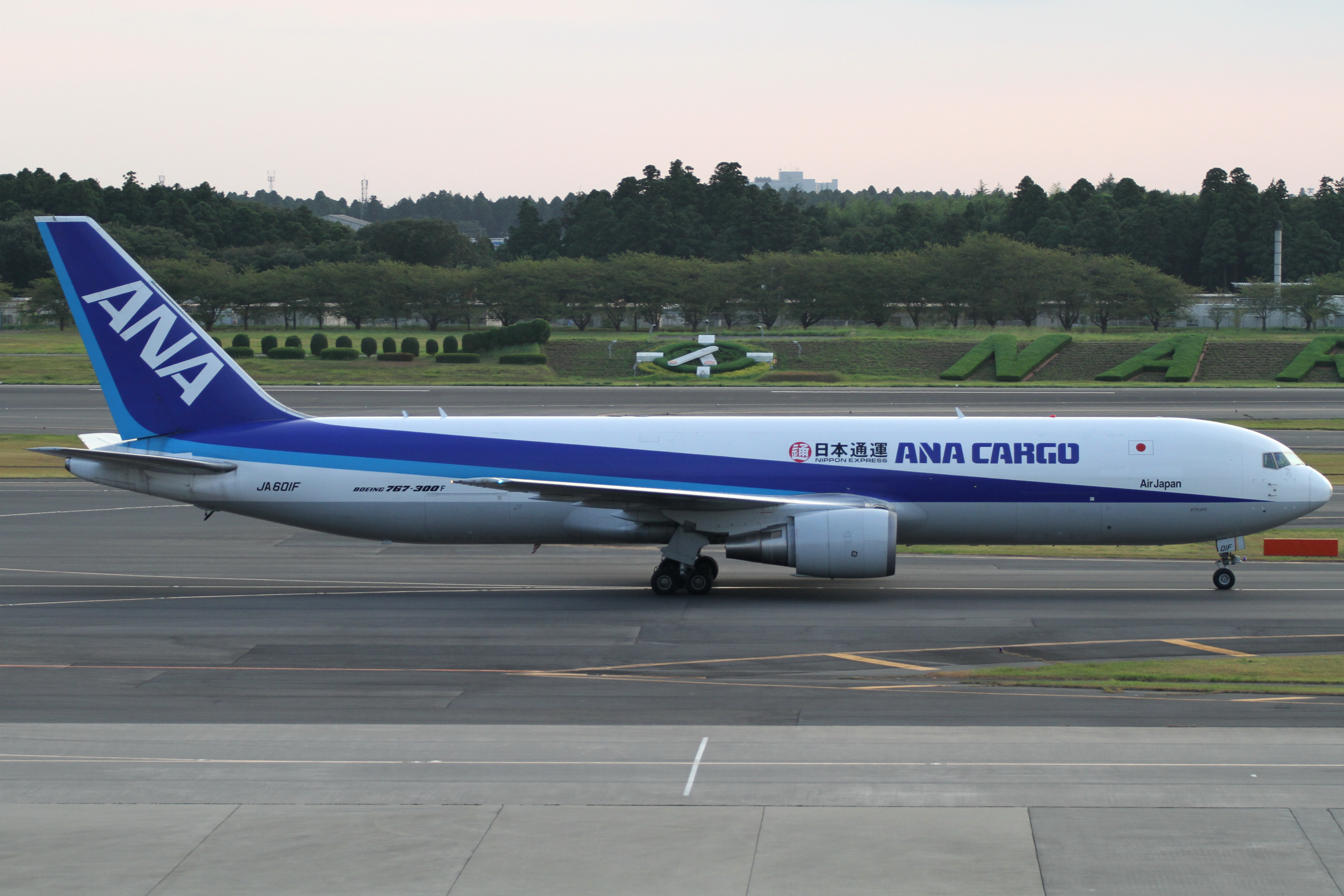
Boeing 767-300F All Nippon Airways, работающий для Air Japan, на рулении в международном аэропорту Нарита (Токио, Япония), 2010 год

В марте 2018 года маршрутная сеть пассажирских перевозок авиакомпании Air Japan состояла из следующих пунктов назначения:
| Страна                         | Город    | Код ИАТА | Код ИКАО | Аэропорт                           | Примечания |
| ------------------------------ | -------- | -------- | -------- | ---------------------------------- | ---------- |
| Австрия                        | Вена     | VIE      | LOWW     | международный аэропорт Вена Швехат |            |
| Китай                          | Далянь   | DLC      | ZYTL     | международный аэропорт Чжоушуйцзы  |            |
| Китай                          | Гуанчжоу | CAN      | ZGGG     | международный аэропорт Байюнь      |            |
| Китай                          | Гонконг  | HKG      | VHHH     | международный аэропорт Чхеклапкок  |            |
| Китай                          | Циндао   | TAO      | ZSQD     | международный аэропорт Лютин       |            |
| Китай                          | Шанхай   | PVG      | ZSPD     | международный аэропорт Пудун       |            |
| Япония                         | Токио    | HND      | RJTT     | международный аэропорт Ханэда      |            |
| Япония                         | Токио    | NRT      | RJAA     | международный аэропорт Нарита      | Хаб        |
| Мьянма                         | Янгон    | RGN      | VYYY     | международный аэропорт Янгон       |            |
| Сингапур                       | Сингапур | SIN      | WSSS     | международный аэропорт Чанги       |            |
| Китайская Республика (Тайвань) | Тайбэй   | TSA      | RCSS     | аэропорт Тайбэй Суншань            |            |
| Китайская Республика (Тайвань) | Тайбэй   | TPE      | RCTP     | международный аэропорт Таоюань     |            |
| США                            | Гонолулу | HNL      | PHNL     | международный аэропорт Гонолулу    |            |
| Вьетнам                        | Хошимин  | SGN      | VVTS     | международный аэропорт Таншоннят   |            |

## Флот
Air Japan эксплуатирует широкофюзеляжные самолёты Boeing из флота магистрального перевозчика All Nippon Airways, рейсы на которых выполняются экипажами обеих авиакомпаний.
| Тип самолёта     | В эксплуатации | Примечания |
| Boeing 767-300   | 2              |            |
| Boeing 767-300ER | 28             |            |
| Boeing 787-8     | 22             |            |
| Boeing 787-9     | 28             |            |
| Всего            | 80             |            |